# Заслуженный изобретатель Республики Казахстан
Заслуженный изобретатель Республики Казахстан — звание Республики Казахстан, присваиваемое изобретателям в целях стимулирования инновационной активности граждан и поощрения их усилий в экономическом и социальном развитии государства.
Является выражением общественного признания плодотворной деятельности граждан, их способностей и дарования.
Присваивается ежегодно по результатам конкурса, проводимого Национальным институтом интеллектуальной собственности Министерства юстиции Республики Казахстан.

## Основания для присвоения
Звание «Заслуженный изобретатель Республики Казахстан» присваивается авторам наиболее важных и широко используемых изобретений, имеющих важное государственное значение и внедрённых в производство, за крупный вклад в технический прогресс и многолетнюю плодотворную изобретательскую деятельность.

## Порядок присвоения
Звание «Заслуженный изобретатель Республики Казахстан» присваивается по представлению государственных органов, общественных объединений, предприятий, учреждений, научных и иных организаций.  В ходатайстве указываются сведения о об изобретениях кандидата, их практическом использовании и значении для отрасли, количестве полученных патентов и авторских свидетельств, а также награды, поощрения и иные достижения кандидата в сфере изобретательства.

## Вручение
При вручении лицам, удостоенным данного звания, вручаются диплом и памятная лента «Заслуженный изобретатель Республики Казахстан».

## Присвоение звания
Конкурс на присвоение звания впервые был проведен в 2013 году, по его итогам было присвоено звание 6 кандидатам .
В 2014 году звание присвоено 7 кандидатам, в 2015 году – 3 кандидатам, в 2016 году – 2 кандидатам.